# Chinesische Korkeiche

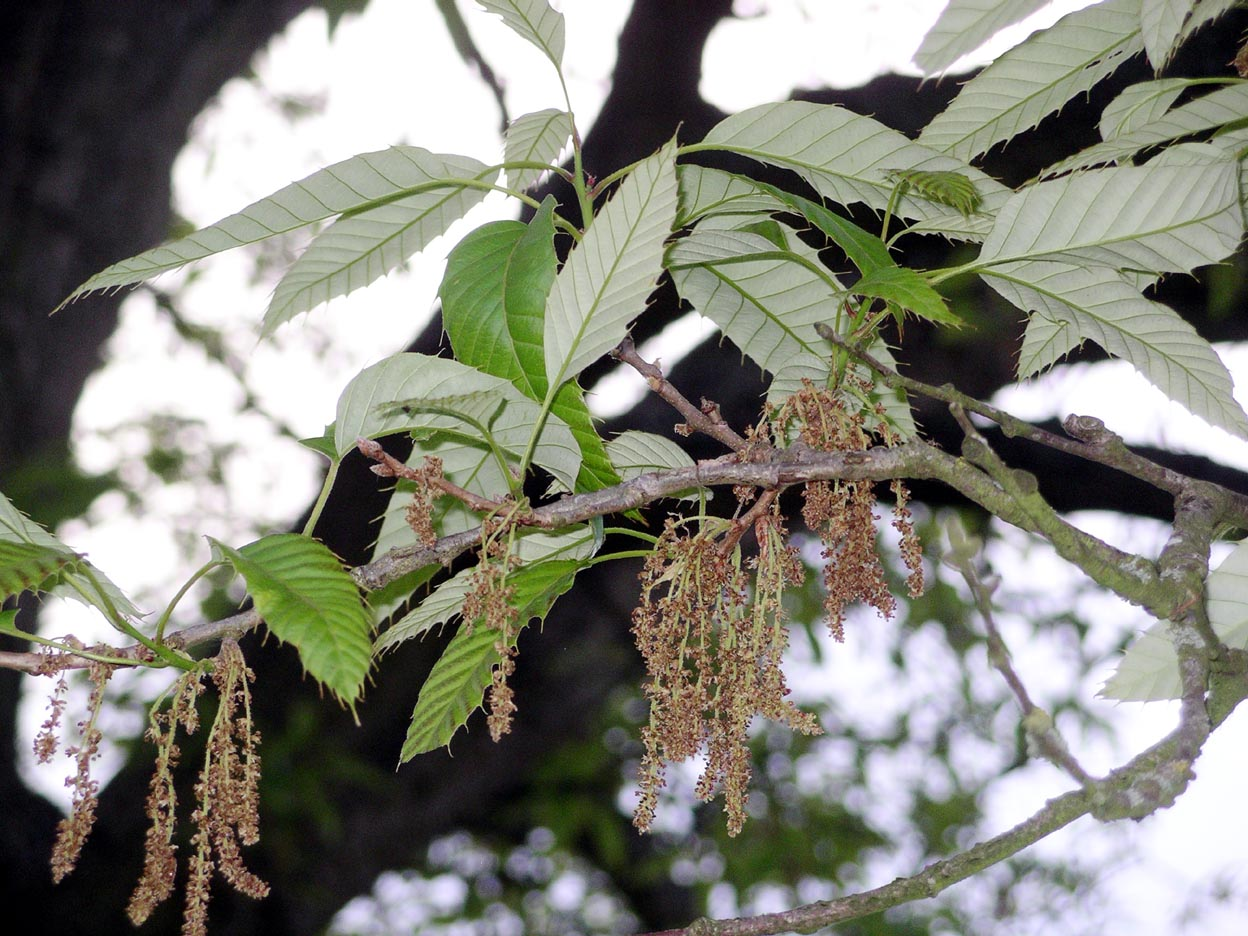
Blätter und männliche Blütenkätzchen

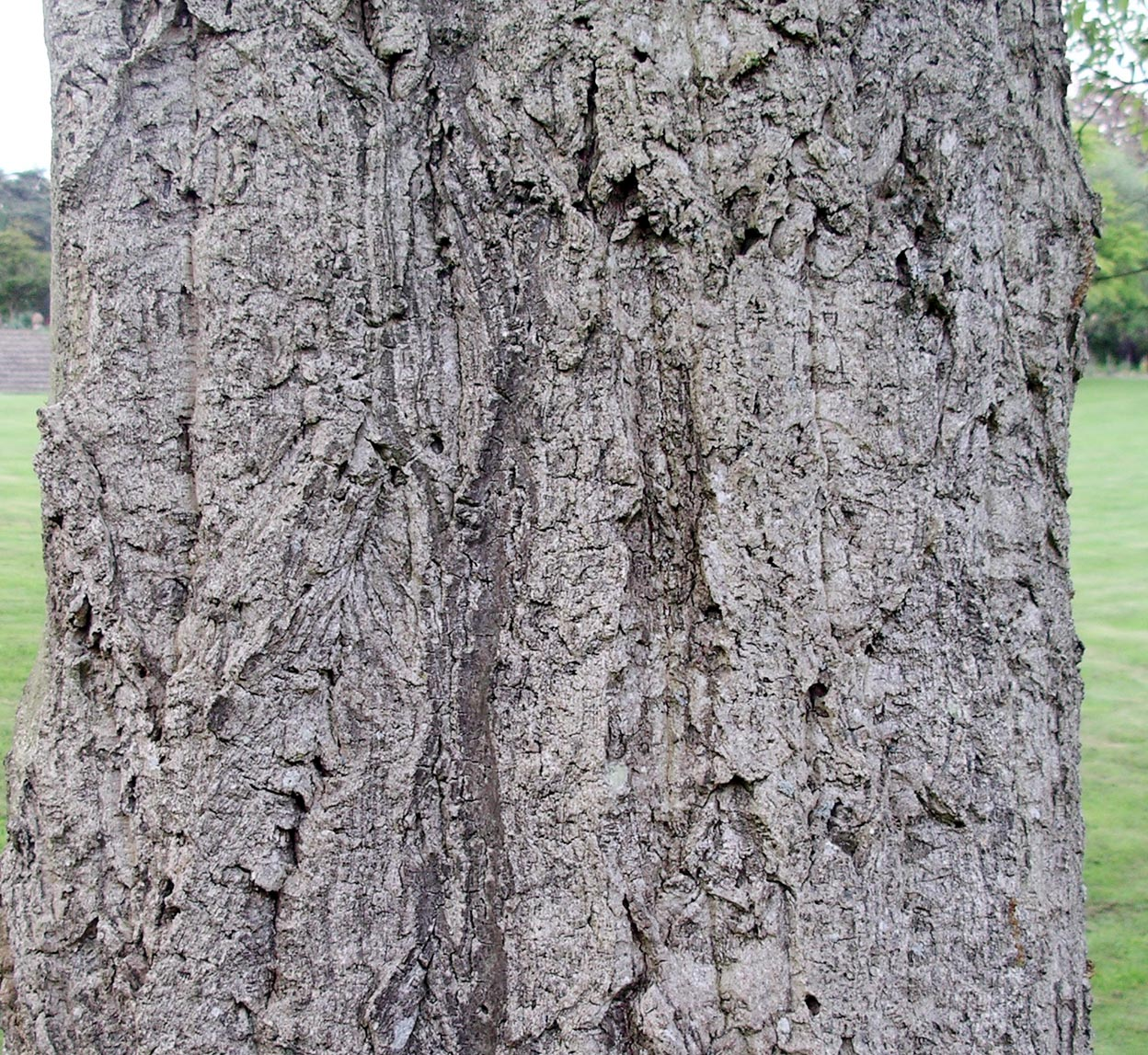
Borke

Die Chinesische Korkeiche (Quercus variabilis) ist ein sommergrüner Baum aus der Gattung der Eichen. Sie ist im Südosten Chinas ein wichtiger Waldbaum mittlerer Größe, in Europa jedoch wenig bekannt. Den Namen Chinesische Korkeiche verdient sie aufgrund der dicken Korkschichten, die sie ähnlich wie die Korkeiche bildet. Der Kork wird in regelmäßigen Intervallen geerntet. Auffallend sind die Laubblätter, die denen der Kastanien ähneln und die beinahe runden Eicheln die zu zwei Dritteln von den Fruchtbechern verdeckt werden.

## Beschreibung
Die Chinesische Korkeiche ist ein sommergrüner Baum der Wuchshöhen bis maximal 45 Meter Höhe und Stammdurchmesser (BHD) von 1 Meter erreicht. Die durchschnittliche Wuchshöhe beträgt 18 Meter bei Stammdurchmessern zwischen 20 und 33 Zentimetern. Die Krone ist breit und rundlich und wird von kräftigen Ästen gebildet.
Die tief gefurchte Borke ist graubraun bis schwärzlich und wird 2 bis 5 Zentimeter dick. Ältere Bäume bilden eine dunkelbraune Kork-Schicht, die wirtschaftlich genutzt wird. Das Holz hat einen gelbbraunen Splint und einen rötlich braunen Kern. Es ist ringporig und geradfaserig. Die Chinesische Korkeiche bildet ein kräftiges, tiefreichendes Pfahlwurzelsystem, das nach einem Jahr eine Tiefe von 1 Meter erreichen kann. Die Wurzeln älterer Bäume stoßen bis in eine Tiefe von 6 bis 7 Meter vor. Die Seitenwurzeln werden 6 bis 7 Meter lang und wachsen in den oberen Bodenschichten besonders dicht.
Die Winterknospen sind gelblich braun und werden 3 bis 5 Millimeter lang. Die Blätter stehen wechselständig und werden 8 bis 20 Zentimeter lang und 2 bis 5 Zentimeter breit. Sie sind nicht gelappt, haben eine länglich elliptische Form und einen etwas kerbig gesägten Rand. Sie ähneln damit den Blättern der Kastanien. Es werden 9 bis 18 Paare von Blattadern gebildet, die in kurzen über den Blattrand ragenden Borsten enden. Die Blattstiele sind 1 bis 5 Zentimeter lang und kahl. Die Blattoberseite ist dunkelgrün, durch die dicht stehenden Sternhaare erscheint die Blattunterseite grauweiß.
Die Chinesische Korkeiche ist einhäusig getrenntgeschlechtig. Die männlichen Blüten wachsen in 14 Zentimeter langen Kätzchen, die mit kurzen gelbbraunen Haaren bedeckt sind. Sie weisen fünf Staubblätter auf, die Blütenhülle ist fünf- bis sechszipfelig und lederartig. Die weiblichen Blüten stehen einzeln in den Blattachseln und bilden ebenfalls eine fünf bis sechsteilige Blütenhülle und drei Griffel. Selten sieht man rückgebildete Staubblätter.
Die Eicheln sind breit eiförmig und haben einen Durchmesser von 2,5 bis 4 Zentimeter und werden 1,5 bis maximal 2,7 Zentimeter lang. Sie werden zu zwei Dritteln vom Fruchtbecher umschlossen. Der Fruchtbecher ist von zahlreichen, aufwärts gerollten, sich überlappenden und spitz zulaufenden Schuppen bedeckt.
Die Chinesische Eiche blüht von März bis April, die Eicheln reifen im Oktober und September.
Die Chromosomenzahl beträgt 2n = 24.

## Verbreitung und Standortansprüche
Die Chinesische Korkeiche gedeiht im Hügel- und Bergland warm-temperierter und subtropischer Zonen im südöstlichen China. Das Zentrum des Verbreitungsgebiets ist West-Hubei, das Qin-Ling-Gebirge und das Dabie-Shan-Gebirge. Man findet sie auch in Korea, Japan und Taiwan. Sie wächst auf Seehöhen zwischen 10 und beinahe 2500 Metern. Die Jahresmitteltemperaturen im natürlichen Verbreitungsgebiet liegen zwischen 12 und 16 °C, Kälte bis zu −18 °C wird ertragen. Die Jahresniederschlagsmenge reicht von 500 bis 1600 Millimeter. Sie benötigt viel Licht und reagiert empfindlich auf Beschattung. Durch die Korkschicht und das tiefreichende Wurzelsystem ist sie unempfindlich gegen Dürre, Sturm und Trockenheit.
Die Art wächst sowohl auf sauren als auch auf leicht alkalischen Böden mit pH-Werten von 4 bis 8. Besonders günstig sind nährstoffreiche und gut drainierte Böden aus Lehm oder sandigem Lehm.

## Ökologie
Die Chinesische Korkeiche geht mit dem Pfifferling (Cantharellus cibarius) eine Mykorrhiza-Symbiose ein.
Die Eicheln werden vom Rüsselkäfer Curculio davidi befallen, Jungpflanzen werden von mehreren Nagern geschädigt, so vom Père-David-Rothörnchen (Sciurotamias davidianus) aus der Gattung der Chinesischen Rothörnchen und vom Langschwanz-Zwerghamster (Cricetulus longicaudatus) aus der Gattung der Grauhamster. Der Kork kann durch den Pilz Truncopora truncatospora befallen werden, die Blätter durch den Rostpilz Cronartium quercuum, das Holz von den Holzfäule hervorrufenden Lackporlingen Ganoderma lobatum und Ganoderma lucidum.

## Systematik
Die Chinesische Korkeiche gehört zur Sektion der Zerreichen in der Gattung der Eichen. Sie kann mit der Korkeiche gekreuzt werden, die dabei entstehenden Nachkommen sind frosthärter als beide Elternteile (Heterosis).

## Verwendung
Die wirtschaftlich wichtigste Nutzung ist die Gewinnung des Korks. Er hat eine geringe Dichte von 150 bis 300 kg/m3 und ist hoch elastisch, wasserabstoßend, widersteht Säuren und Basen, ist schalldämmend und korrosionsbeständig. Der Kork wird zu Isoliermatten weiterverarbeitet, die in der Elektroindustrie, im Maschinenbau und für Verpackungen verwendet wird. Zur Korknutzung eignen sich Bäume mit Stammdurchmesser von 13 bis 15 Zentimetern, die ab einem Alter von 15 bis 20 Jahren erreicht werden. Kork kann etwa alle 10 Jahre geerntet werden, wenn die Korkschicht eine Dicke von 1,5 bis 2 Zentimetern erreicht hat.
Die Eicheln werden aufgrund ihres hohen Gehalts an Kohlenhydraten als nahrhaftes Viehfutter verwendet. Das Holz wird als Bauholz genutzt, aber auch im Schiffbau und in der Kunstschreinerei.

## Nachweise